# Земклуника Купчиха
Земклубника[неизвестный термин] Купчиха — среднего срока созревания, неремонтантный, универсального назначения использования.

## Происхождение и история сорта
Айтжанова С. Д. возобновила начатую в 60-е годы[когда?]

 работу Татьяны Сергеевны Кантор (Научно-исследовательский зональный институт садоводства), целью которой было создание гибрида садовой земляники с клубникой — земклуники. Опыты предшественников не имели успешного результата — выведенные растения отличались обильным цветением, но имели слишком мелкие плоды, завязывались плохо (сорта Рапорт, Цукат мускатный, Мускатная бирюлевская и Надежда Загорья). Айтжановой удалось вывести земклунику с ягодой весом до двадцати граммов, хорошим вкусом и приятным ароматом, устойчивую к погодным условиям и болезням.

## Биологическое описание
Куст среднерослый, шаровидный, хорошо облиственный, усов образует небольшое количество. Усы средние, бледно-красные.
Листья средние, зелёные, сильноморщинистые, сильноребристые, вогнутые, слабоопушённые, блестящие. Зубчики листа тупые, широкие. Форма средней доли листа округлая, форма основания среднего листочка тупая. Черешок средней доли листа длиннее боковых. Черешок листа длинный, сильноопушённый, волоски направлены слабо вниз. Прилистники зелёные, узкие, короткие.
Цветки обоеполые, крупные, белые, нескрученные.
Цветоносы длинные, расположены на уровня листьев, средние, густо опушённые. Соцветие полураскидистое, многоцветковое. Плодоножки средние, тонкие.
Ягоды почти цилиндрической формы, с шейкой, тёмно-красные, равномерно окрашены. В них содержится: сахара — 5,8 %, кислоты — 0,6 %, витамина С — 78 мг%. По данным заявителя, средняя масса ягод, составила около 3,7 г, максимальная — до 17,0 г, урожайность — 135 ц/га. Вкус ягод сладкий, с ароматом. Мякоть тёмно-красная, малосочная, плотная, дегустационная оценка свежих ягод 5,0 баллов.
Относительно зимостойкий, засухоустойчивость средняя, жаростойкость высокая.
По данным заявителя, болезнями поражался и повреждался вредителями слабо.
Сорт включен в Государственный реестр селекционных достижений, допущенных к использованию РФ с 2017 г
Регион допуска: Все регионы